# Thrixspermum tsii
Thrixspermum tsii là một loài thực vật có hoa trong họ Lan. Loài này được W.H.Chen & Y.M.Shui mô tả khoa học đầu tiên năm 2005.